# 1647 en littérature
| Années de la littérature : 1644 - 1645 - 1646 - 1647 - 1648 - 1649 - 1650    |
| Décennies de la littérature : 1610 - 1620 - 1630 - 1640 - 1650 - 1660 - 1670 |

Cet article présente les faits marquants de l'année 1647 en littérature.

## Événements
- 23-24 septembre : visites de René Descartes à Blaise Pascal[1].

- Création au Portugal de l'Academia dos Generosos, cercle littéraire actif à Lisbonne de 1647 à 1716[2].

## Parutions
- 8 octobre : achevé d'imprimer de l’ouvrage de Claude Favre de Vaugelas, Remarques sur la langue françoise : utiles à ceux qui veulent bien parler et bien écrire, Veuve Jean Camusat et Pierre Le Petit (présentation en ligne).

- Baltasar Gracián, Oráculo manual y arte de prudencia : Sacada de los Aforismos que se discurren en las obras de Lorenço Gracián, Huesca, Juan Nogués, 1647 (présentation en ligne) traduit en français par Amelot de La Houssaye en 1684 sous le titre « L'Homme de cour ».
- Moïse Amyraut, Apologie pour ceux de la religion : sur les sujets d'aversion que plusieurs pensent avoir contre leurs personnes & leur créance, Saumur, chez Isaac Desbordes, 1647 (présentation en ligne), ouvrage du pasteur calviniste de l'académie de Saumur .
- René Descartes, Les Principes de la philosophie : escrits en latin, par René Descartes. Et traduits en françois par un de ses amis, Paris, Henry Le Gras, 1647 (présentation en ligne), traduction française de l’ouvrage paru en latin en 1644.
- Claude Favre de Vaugelas, Remarques sur la langue françoise : utiles à ceux qui veulent bien parler et bien escrire, Paris, Veuve Jean Camusat et Pierre Le Petit, 1647 (présentation en ligne)
- L'Alcoran de Mahomet : translaté d'arabe en françois  (trad. André du Ryer), Paris, Antoine de Sommaville, 1647 (présentation en ligne) première traduction complète du Coran en français.
- María de Zayas, Desengaños amorosos : parte segunda del sarao y entretenimiento amoroso, Zaragoza, Hospital nuestra señora de Gracia, 1647 (présentation en ligne)

## Naissances
- 1er avril : John Wilmot, écrivain et libertin anglais († 1680).

## Décès
- 21 mai : Pieter Corneliszoon Hooft, poète, historien et dramaturge néerlandais